# کلاس تجاری (سفر)
کلاس تجاری یا بیزینس کلاس ( به انگلیسی :Business  class ) ؛ یک رده یا کلاس مسافرتی است که در بسیاری از خطوط هوایی و ریلی موجود بوده و دومین کلاس پروازی بعد از کلاس درجه یک (فرست کلاس) و در سطح بالاتری نسبت به کلاس اقتصادی (اکونومی) قرار دارد. در خطوط هوایی، در ابتدا به عنوان یک سطح میانی از خدمات بین کلاس‌های اقتصادی و درجه یک در نظر گرفته شده بود، اما هم‌اکنون بسیاری از خطوط هوایی کلاس تجاری را به عنوان بالاترین سطح خدمات خود ارائه می‌دهند و صندلی‌های کلاس درجه یک را حذف کرده‌اند. هزینه کلاس تجاری به‌طور قابل‌توجهی بیشتر از کلاس اقتصادی ممتاز است.

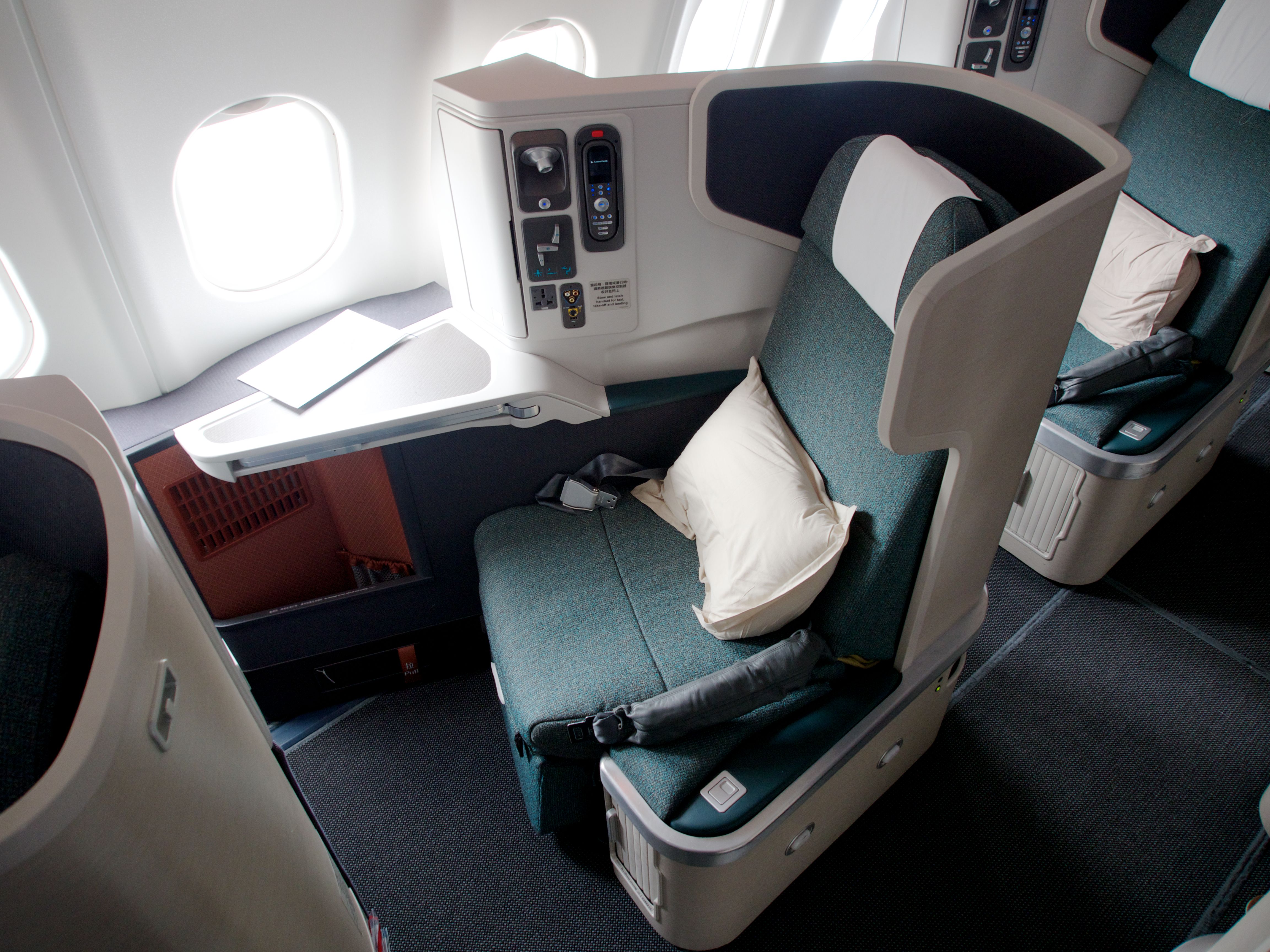
صندلی کلاس تجاری در ایرباس A330-300 Cathay Pacific

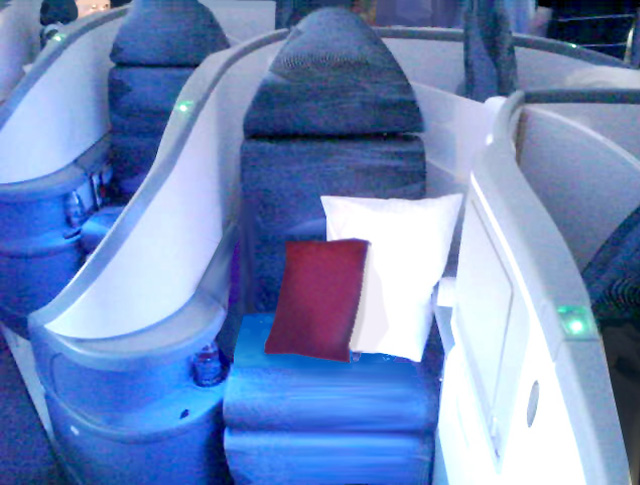
صندلی کاملاً تخت herringbone در ایر کانادا

این کلاس برای مسافران تجاری که در سفرهای کاری و بازرگانی هستند، مناسب بوده و باعث می‌شود در طول پرواز حس راحت‌تری داشته باشند. همچنین در طول مسیر غذاهای گرم و دلچسب سرو شده و امکان دراز کشیدن و استراحت کردن روی صندلی‌ها نیز امکان‌پذیر است. البته خدمات و امکانات کلاس بیزینس در هر شرکت هواپیمایی ممکن است متفاوت باشد.
کلاس تجاری انتخاب مناسب و بهتری نسبت به کلاس اقتصادی برای پروازهای طولانی مدت است، برخلاف پروازهای منطقه ای یا داخلی که در آن کلاس تجاری مزایای نسبی کمی نسبت به کلاس اقتصادی دارد. نوآوری‌ها در صندلی‌های کلاس تجاری، با ترکیب ویژگی‌هایی که قبلاً فقط در کلاس درجه یک یافت می‌شد، تفاوت و تمایز راحتی و امکانات را با صندلی‌های کلاس درجه یک سنتی کاهش داده است. این پیشرفت‌ها و ویژگی‌های اضافه شده به کلاس تجاری و همچنین رکود اقتصادی اواخر دهه ۲۰۰۰ باعث شده است که برخی از شرکت‌های هواپیمایی صندلی‌های فرست کلاس را در هواپیمای خود نصب نکنند لذا کلاس تجاری به عنوان گران‌ترین صندلی‌ها در  هواپیماها باقی بماند.با این حال برخی خطوط هوایی بخش‌های درجه یک را به عنوان سوئیت‌ها معرفی کرده‌اند تا نسبت به کلاس تجاری معاصر سطح بالایی داشته باشند.مسافران کلاس اقتصادی معمولاً مجاز به ورود به کابین  کلاس تجاری نیستند.

## امکانات
کلاس تجاری، سطح بالایی از خدمات تجملی و شخصی را ارائه می‌دهد. در واقع کلاس تجاری یک تجربه سفر ممتاز را فراهم می‌کند، به ویژه در پروازهای طولانی مدت یا برای کسانی که برای مقاصد تجاری سفر می‌کنند. از ویژگی‌های برجسته کلاس تجاری، صندلی‌های آن است. مسافران معمولاً از صندلی‌های جادار و راحت که اغلب می‌توانند به تخت‌های کاملاً مسطح تبدیل شوند، لذت می‌برند. این به مسافران این امکان را می‌دهد که در حالت افقی بخوابند و استراحت کنند و سفر راحت‌تر و شاداب‌تری را به خصوص در پروازهای شبانه یا طولانی‌مدت تجربه کنند.
مسافران کلاس تجاری علاوه بر صندلی، مجموعه‌ای از امکانات و خدمات منحصر به فرد دیگر نیز دریافت می‌کنند. می‌تواند شامل اولویت اول در ورود و سوار شدن، غربالگری امنیتی سریع و دسترسی به سالن‌های اختصاصی در فرودگاه‌ها باشد. این سالن‌ها محیطی آرام، صندلی راحت، غذا و نوشیدنی رایگان و امکانات کاری مانند ایستگاه‌های کاری و دسترسی به وای فای را ارائه می‌دهند. در طول پرواز، مسافران کلاس تجاری با یک تجربه غذایی عالی با طیف گسترده‌ای از غذاهای لذیذ پذیرایی می‌شوند. خطوط هوایی اغلب با سرآشپزهای مشهور همکاری می‌کنند تا منوهای استثنایی ایجاد کنند که دارای مواد اولیه درجه یک و مجموعه‌ای از غذاهای مطلوب است. رزرو بلیط کلاس تجاری خصوصاً برای مسافرانی که به حریم شخصی اهمیت می‌دهند بسیار مناسب است.